# Margit Evelyn Newton
Margit Evelyn Newton (* 12. Oktober 1960 in Bozen als Margit Gansbacher) ist eine italienische Schauspielerin.

## Biografie
Ihr Debüt gab Newton 1979 in dem Film La Vedova del trullo. Zwischen 1979 und 1990 spielte sie in vierzehn Filme mit. Bekanntheit erlangte sie 1980 in dem Film Die Hölle der lebenden Toten. Außerdem trat sie 1985 in Die Abenteuer des Herkules 2. Teil auf. Unter anderem bekam sie 1990 eine Rolle in Stille Tage in Clichy. Ihr Schaffen umfasst mehr als 20 Produktionen für Film und Fernsehen.

## Filmografie (Auswahl)
- 1979: La Vedova del trullo
- 1980: Mafia, una legge che non perdona
- 1980: Die Hölle der lebenden Toten
- 1980: L'ultimo cacciatore
- 1984: L' Ultimo Guerriero
- 1985: Die Abenteuer des Herkules 2. Teil
- 1989: Il Giustiziere del Bronx
- 1989: Ho vinto la lotteria di Capodanno
- 1990: Stille Tage in Clichy